# Ophryophryne
Genre
Ophryophryne est un genre d'amphibiens de la famille des Megophryidae.

## Répartition
Les 5 espèces de ce genre se rencontrent dans le sud de la République populaire de Chine, le Nord et l'Est du Laos, le Nord de la Thaïlande, et le Nord du Viêt Nam.

## Liste des espèces
Selon Amphibian Species of the World (19 novembre 2016) :
- Ophryophryne gerti Ohler, 2003
- Ophryophryne hansi Ohler, 2003
- Ophryophryne microstoma Boulenger, 1903
- Ophryophryne pachyproctus Kou, 1985
- Ophryophryne synoria Stuart, Sok & Neang, 2006

## Publication originale
- Boulenger, 1903 : Descriptions of three new batrachians from Tonkin. Annals and Magazine of Natural History, sér. 7, vol. 12, p. 186-188 (texte intégral).